# Чинчин, Скотт
Скотт Чинчин (полное имя — Скотт Малькольм Чинчин, англ. Scott Malcolm Ciencin; 1 сентября 1962 — 5 августа 2014) — американский писатель, режиссёр и сценарист. Известен также под псевдонимами Ричард Оулинсон и Ник Барон. Он является одним из самых известных авторов американской газеты The New York Times.

## Биография
Свою карьеру начал как сценарист и режиссёр рекламных роликов и нескольких фильмов для кабельного телевидения. Свои первые романы «Долина теней» и «Тантрас» он опубликовал под псевдонимом Ричард Оулистон. Как писатель Чинчин был в соавторстве со многими авторами (Дениз Чинчин, Дэн Джолли, Роберт Сальваторе, Грег Кокс и др.) и принимал участие в работе над многими межавторскими проектами. Скотт Чинчин известен, главным образом, благодаря своему вкладу в межавторский цикл «Забытые Королевства». Кроме этого Скотт работает над комиксами (например, A Winter’s Tale, New Gods, Silent Hill и др).
В последнее время писатель жил в городе Сарасоте во Флориде со своей женой Дениз Чинчин.
Скончался от тромба в мозге 5 августа 2014 года.

### Циклы произведений
- Dinoverse (1990—2000)
- Elven Ways
  - The Ways of Magic (1996)
  - Ancient Games (1997)
  - Night of Glory (1998)
- Парк юрского периода / Jurassic Park
  - Survivor (2001)
  - Prey (2001)
  - Flyers (2002)
- Vampire Odyssey (1992)
- Wolves of Autumn
  - Wolves of Autumn (1992)
  - The Lotus and the Rose (1993)

### Значительные романы
- Долина Теней (Shadowdale)
- Тантрас (Tantras)
- Удача — капризная леди (Luck be a Lady)

### Межавторские проекты
- Элрик из Мелнибон / Elric of Melnibone
- Вселенная Баффи и Ангела / Buffyverse
- Зачарованные / Charmed
- Динотопия / Dinotopia
- Everquest
- Забытые Королевства / Forgotten Realms Universe
  - Аватары / Avatar
  - Долина теней / Shadowdale (1989)
  - Тантрас / Tantras (1989)
  - Арфисты / Harpers
  - The Night Parade (1992)
- Gen 13
- The Nightmare Club
- Transformers
- World of Darkness
- Звёздный путь / Star Trek